# فرنوش شیخی
فرنوش شیخی (زادهٔ ۲۳ اردیبهشت ۱۳۶۹، گرگان) ملی‌پوش والیبال زنان ایران است.  و لقب بهترین سرعتی زن والیبال ایران را داراست. فرنوش شیخی در مسابقات مالدیو که مرحلهٔ اول مقدماتی قهرمانی جهان بود به همراه سودابه باقرپور دیگر ملی پوش ایران به عنوان برترین بازیکن پست خود یعنی دفاع روی تور شد.
او در سال ۹۶–۱۳۹۵ برای باشگاه بانک سرمایه بازی می‌کرد و با این تیم به قهرمانی لیگ برتر زنان در سال ۹۶–۱۳۹۵ رسیده‌است. وی همچنین در لیگ ۱۳۹۲ و لیگ ۱۳۹۴ نیز به همراه تیم گاز تهران قهرمان کشور شد.
او پس از ازدواج با کاوه رضایی و پیوستن این بازیکن به تیم شارلوا بلژیک ایران را ترک کرد و با همسر خود راهی بلژیک شد و سالها در این کشور زندگی کرد .

## زندگی شخصی
وی در سال ۱۳۹۶ با کاوه رضایی، بازیکن فوتبال، ازدواج کرد. مراسم ازدواج این دو در شهر کرمانشاه برگزار شد. پدر وی، فریدون شیخی، در ۲۴ دی ۱۳۹۷ در سانحهٔ هوایی هواپیمای بوئینگ ۷۰۷ جان باخت.

## افتخارات ورزشی
لیگ برتر والیبال کشور:
- قهرمانی: لیگ ۱۳۹۲[۴][۵] و لیگ ۱۳۹۴ (به همراه گاز تهران)[۶][۷]
- نایب قهرمانی: لیگ ۱۳۸۷ (به همراه سایپا تهران)
- سومی: لیگ ۱۳۹۳ (به همراه گاز تهران)